# Комната для обморока

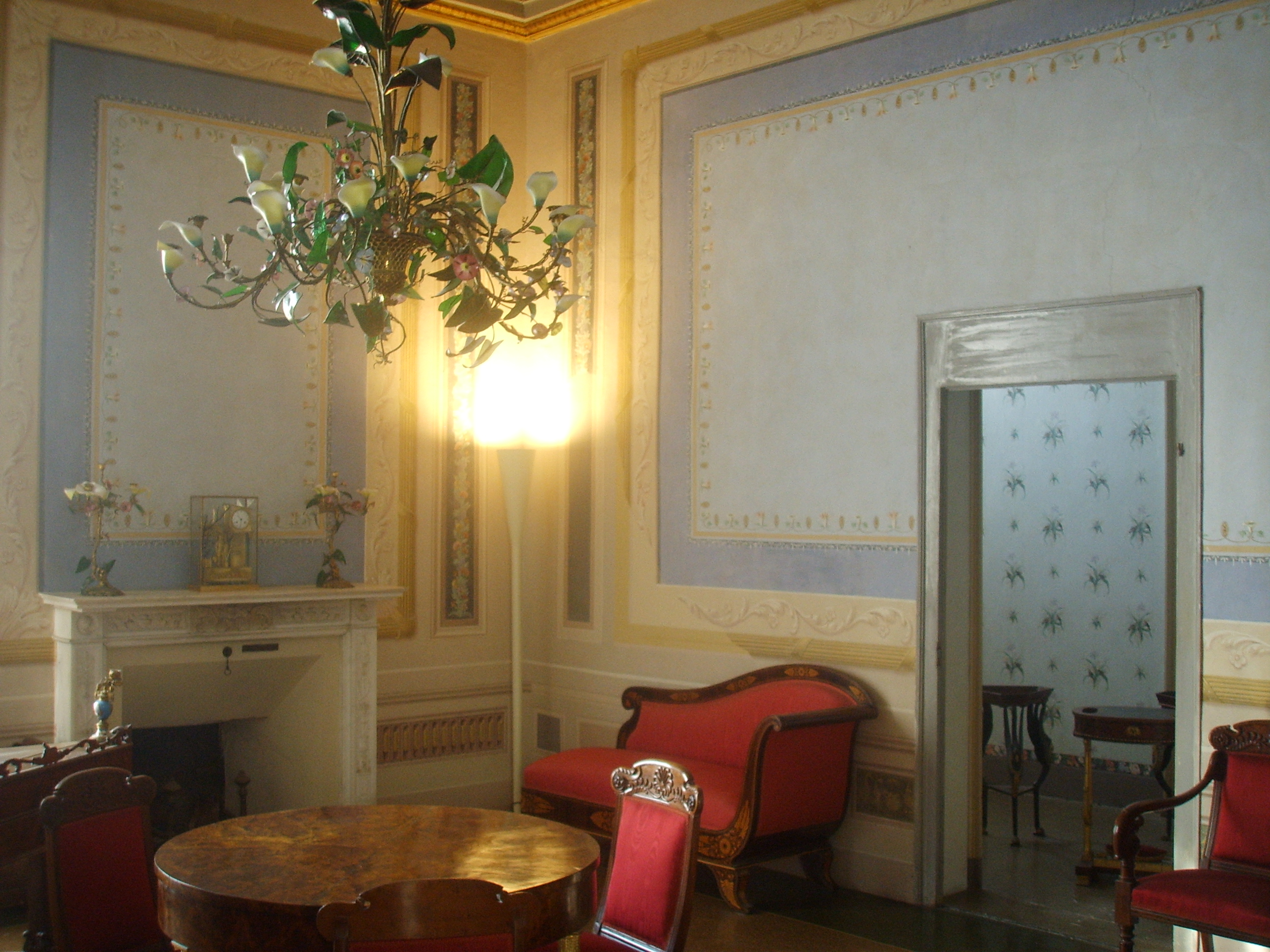
Кушетка для обморока на вилле Поджо-а-Кайано (Италия)

Комната для обмороков — отдельная комната, основной мебелью которой были кушетки для обмороков, которые использовались в викторианскую эпоху, чтобы женщинам было комфортнее во время домашнего лечения истерии. Такие кушетки или диваны обычно имели подлокотник только с одной стороны, чтобы можно было легко лечь и встать.
Есть упоминания комнаты для обморока в США в XVIII веке. Такая комната располагалась на первом этаже. В ней была кушетка, которая позволяла жильцам отдыхать в течение коротких периодов в течение дня. Такие комнаты также были местом лечения женской истерии в домашних условиях с помощью ручного массажа таза, проводимого на дому врачами и акушерками. В эту комнату также приводили женщин, чтобы сообщить им плохую новость.
Одна из теорий, объясняющих частые обмороки у дам в то время, состоит в том, что их корсеты были затянуты слишком туго, что ограничивало кровоток. Предотвращая движение рёбер, корсеты затрудняли дыхание и, как результат, это могло привести к обмороку.
Другой причиной обморока могла быть женская мода того времени: женщины носили много платьев даже летом и вызванный одеждой перегрев также мог привести к обмороку.
Ещё одним объяснением может быть широкое использование мышьяка в производстве многих товаров того времени от красок до бумаги, в которую заворачивали пищу. Мышьяк использовался также при производстве обоев. Более того, при производстве косметических средств помимо мышьяка использовались соединения ртути и свинца.
Есть также мнение, что частые обмороки у дам связаны с социальными нормами того времени, заставлявшими их играть роль ранимых существ, теряющих сознание по любому поводу.